# Epimeteu (satèl·lit)
Epimeteu és un satèl·lit natural de Saturn, també conegut com a Saturn XI, rep el seu nom del déu Epimeteu. Hi ha també un asteroide anomenat 1810 Epimeteus.

## Descobriment i òrbita
Epimeteu ocupa la mateixa òrbita que la lluna Janus. Els satèl·lits de Saturn Epimeteu i Janus, que disten en les seves òrbites menys que la suma dels seus diàmetres, són satèl·lits coorbitals, açò és, satèl·lits que giren en la mateixa òrbita. Els astrònoms van assumir que hi havia només un cos en eixa òrbita, i com és evident és impossible reconciliar les observacions de dos objectes distints amb un sol objecte.
Audouin Dollfus va observar una lluna el 15 de desembre de 1966 Al nou objecte, se li va donar la designació temporal «S/1966 S 2», i Dollfus va proposar anomenar-lo Janus. El 18 de desembre, Richard L. Walker va fer una observació semblant que s'acredita ara com el descobriment d'Epimeteu Tanmateix, de moment, es va creure que hi havia només una lluna, extraoficialment coneguda com a Janus. Dotze anys després, a l'octubre del 1978, Stephen M. Larson i John W. Fountain van comprendre que les observacions de 1966 s'explicaven millor si hi ha dos objectes distints (Janus i Epimeteu) compartint òrbites molt semblants.
El 1980, les sondes Voyager van observar l'existència dels dos satèl·lits, i es donà a Janus la denominació provisional 1980 S1 perquè en eix moment era a l'interior i a Epimeteu la denominació provisional 1980 S3 perquè en eix moment era a l'exterior. Encara que el nom Janus es va proposar informalment poc després del descobriment inicial de 1966, no se li va donar oficialment aquest nom fins a 1983, alhora que Epimeteu rebia el seu nom.

## La relació orbital entre Epimeteu i Janus
Epimeteu i Janus són satèl·lits coorbitals, la distància de Janus a Saturn és de 151.472 km i la d'Epimeteu és de 151.422 km, una separació de només 50 km. El diàmetre d'Epimeteu és 115 km i Janus mesura 178 km. En anar quasi en la mateixa òrbita, viatgen quasi a la mateixa velocitat, però el satèl·lit interior va lleugerament més ràpid que l'exterior, per la qual cosa l'avança lentament. Pareix inevitable que es produïsca un xoc entre ambdós, però quan s'acosten entre si la seva mútua atracció gravitatòria altera la seva quantitat de moviment, el satèl·lit interior guanya quantitat de moviment, es mou cap a una òrbita superior i perd velocitat. El satèl·lit exterior perd quantitat de moviment, es mou cap a una òrbita interior i perd velocitat. En poques paraules, els dos satèl·lits intercanvien les seues posicions, el satèl·lit interior es converteix en exterior i comença a ressagar-se. Aquest fet es repeteix cada quatre anys.
El pròxim acostament ocorrerà al gener/febrer del 2006. Aquest intercanvi d'òrbites és, de moment, únic en tot el sistema solar.

## Les característiques físiques

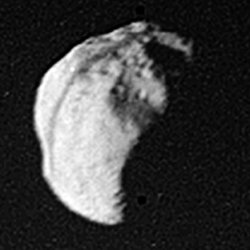
Epimeteo fotografiat pel Voyager 1 (NASA)

Hi ha diversos cràters d'Epimeteu més grans que 30 km de diàmetre, així com dues ranures i serralades xicotetes i allargades. La gran craterització indica que Epimeteu ha de ser prou vell. Janus i Epimeteu poden haver-se format d'una ruptura d'un sol cos per a formar els satèl·lits coorbitals, però si aquest és el cas, la ruptura deu haver ocorregut molt prompte en la història del sistema del satèl·lit. De la seva densitat molt baixa i relativament alta albedo, pareix probable que Epimeteus és un cos gelat molt porós. La sonda Cassini ha de realitzar un vol sobre Epimeteu el 3 de desembre de 2007.